# James Paget
Sir James Paget (11. siječnja 1814. – 30. prosinca 1899.) bio je britanski kirurg i patolog, za kojega se smatra da je zajedno s Rudolf Virchowom, utemeljio znanstvenu medicinsku patologiju. 
Po njemu su nazvane bolesti:
- Pagetova bolest kostiju - lat. osteitis deformans
- Pagetova bolest dojke - podtip karcinoma dojke
- Ekstramamarna Pagetova bolest - zahvaća kožu u području stidnice